# Cueva de los Burros
Die Cueva de los Burros (dt. Eselhöhle) ist eine Naturhöhle mit Höhlenmalereien aus dem Chalkolithikum und der mittleren Bronzezeit (2200 – 1200 v. Chr.) in La Pernia im Norden der Provinz Palencia in Kastilien und León in Spanien. 
Der Name Eselhöhle geht auf die Nutzung als Unterkunft für Esel zurück, die nomadische Hirten aus der Extremadura mitbrachten. 
Die Höhle ist eines der seltenen Beispiele Levantinischer Kunst im Norden der Iberischen Halbinsel und gehört  nicht zur frankokantabrischen Höhlenkunst. Sie wurde 1985 zum Kulturgut erklärt. 
Die Höhle liegt auf 1330 m Höhe im Kalksteinmassiv der Sierra de Híjar des Kantabrischen Gebirges und besteht aus einer etwa 8,0 Meter langen, durch einen natürlichen Bogen in zwei Räume unterteilten Galerie. 
An den Wänden sind rote und mit Farbstoffen mineralischen Ursprungs gemalte grafische Darstellungen zu erkennen. Unter den Motiven überwiegen schematisch-abstrakte Gruppen von Punkten und Linien sowie einige Bilder einfacher anthropomorpher Figuren. Die Bilder sind aufgrund der Erosion kaum wahrnehmbar. Der Zugang zur Höhle wurde eingeschränkt, um weiteren Verfall der zu verhindern.